# 浙江工业大学板球场
浙江工业大学（屏峰校区）板球场），又称屏峰校区板球场，是位于中国浙江省杭州市浙江工业大学屏峰校区的板球场。

## 概述
浙江工业大学屏峰校区板球场是中国建筑面积最大的板球场，也是浙江省唯一符合国际竞赛标准的板球场。该板球场于2020年建成，並作為2022年亞洲運動會的板球比賽場地。它可容纳1,347名观众，球场中央有一个26.5m x 12.5m的矩形球道。场内还配备了雨水回收处理系统，能够收集雨水过滤后浇灌植物。
浙江工业大学板球场曾举办多场国际板球比赛，包括2023年女子二十20东亚杯赛。它也是中国国内板球比赛的热门场地，以及浙江省板球队和浙江工业大学板球队的主场地。球场位于屏峰校区北缘，毗邻浙江工业大学体育馆。乘坐公共交通工具即可到达，包括26、31、102和118路公交车。